# 李嗣兴
李嗣兴，南明、清朝将领，陕西延安府人，李定国的次子。

## 生平
李嗣兴在其父亲李定國在世时为都督，永历十六年（1662年）六月，其父去世时，叮嘱他和部将马士良：“任死荒徼，勿降也！”。不久吴三桂至孟艮，马士良与王道亨、胡顺率军在思茅降清。九月，李嗣兴与黄尚质、盛如德、周柱、夏应琼等人率领将士及眷属三千余人降清。清朝封他为归命侯。官至陕西宁夏总兵官。将李定国迁葬北京芦沟桥西湖家港。